# Sferoidyzacja
Sferoidyzacja – zmiana kształtu geometrycznego cząstek węglików.
Sferoidyzację stosuje się dla różnych typów materiałów. Przemysłowo najczęściej dokonuje się sferoidyzacji wydzieleń stali i żeliw szarych. Kulkowa (sferoidalna) postać grafitu w żeliwie szarym jest zwarta, ma mały stosunek powierzchni do objętości, koncentracja naprężeń wokół miejsc występowania grafitu jest mniejsza, niż w porównaniu z grafitem w postaci płatkowej.